# Frédéric II de Luzzara
Frédéric II de Gonzague de Luzzara (1636 – 8 mars 1698), est un noble italien.
Il est le fils de Louis Ier de Luzzara et Elena de Gonzague.

## Descendance
Frédéric se marie en 1667 avec Louise Ludovica de Gonzague (1653-1715), fille de Ferdinand Ier de Gonzague, prince de Castiglione, dont il a quatorze enfants:
- Eleonora (1674-1731), nonne
- Carlo (1687-1710)
- Luigi (1675-1718), religieux
- Prosper (1682-1685)
- Silvia (1699-1742), épouse de Silvio Gonzague, de la branche de Gonzague de Palazzolo
- Rodolfo (1690-1692)
- Massimiliano (1683-1749), religieux
- Louis II de Luzzara (it) (1678-1738), son successeur
- Fulvia (1679-1700), marié Fabio Belprato de Naples
- Ferdinand (1681-1750), religieux
- Prosper (1687-1710)
- Laura (1678-?, nonne
- Madeleine (1676-1749), nonne
- Isabella (1671-1739), nonne